# Clemente Venceslao di Sassonia
Clemente Venceslao Augusto Uberto Saverio di Sassonia (in tedesco: Clemens Wenzeslaus August Hubertus Franz Xaver von Sachsen; Wermsdorf, 28 settembre 1739 – Marktoberdorf, 27 luglio 1812) fu arcivescovo di Treviri dal 1768 al 1803, vescovo di Frisinga dal 1763 al 1768, vescovo di Ratisbona dal 1763 al 1769 e vescovo di Augusta dal 1768 al 1812.
Imparentato con le principali casate dell'Europa della sua epoca, fu un governante illuminato nelle sue diocesi, ma il suo legame in particolare con la corte reale francese (era lo zio materno di Luigi XVI e di Luigi XVIII, dal 1795 "re titolare" in esilio) ed ai suoi membri a cui egli diede asilo politico, gli valse le ire dei rivoluzionari francesi che assaltarono il suo principato all'inizio della guerra della prima coalizione, costringendolo ad una precipitosa fuga. Negli ultimi anni della sua vita fu in grado di mantenere unicamente il titolo di vescovo di Augusta, perdendo tutte le qualifiche che gli derivavano dal potere temporale, sia per le annessioni alla Francia rivoluzionaria, sia per il crollo del Sacro Romano Impero.

## Biografia

### La famiglia e i primi anni

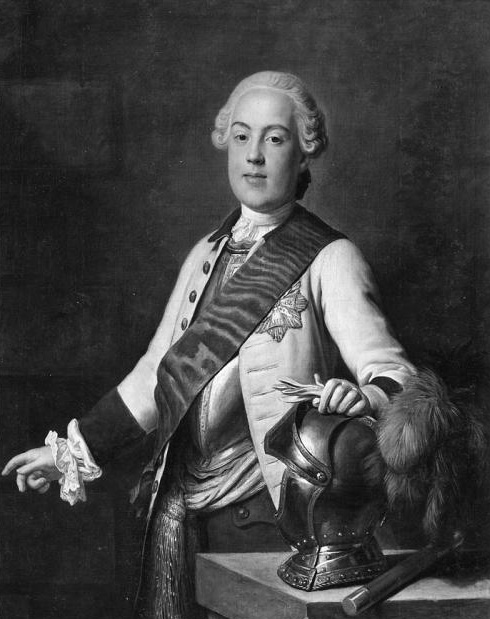
Ritratto di Clemente Venceslao in uniforme da feldmaresciallo luogotenente

Clemente Venceslao era il nono figlio del principe elettore e duca Federico Augusto III di Sassonia, il quale era anche re di Polonia. Sua madre era Maria Giuseppa d'Austria, figlia dell'imperatore Giuseppe I del Sacro Romano Impero e pertanto egli era anche cugino degli imperatori Giuseppe II e Leopoldo II. Quest'ultimo chiamò una delle sue figlie Maria Clementina in suo onore, della quale Clemente Venceslao fu padrino di battesimo. Sua sorella Maria Giuseppina aveva sposato il delfino Luigi Ferdinando di Borbone-Francia e pertanto Clemente Venceslao fu zio materno di tre re di Francia: Luigi XVI, Luigi XVIII e Carlo X. Un'altra sua sorella, Maria Amalia, andò in sposa a Carlo III di Spagna ed egli fu quindi zio materno di re Carlo IV di Spagna e di re Ferdinando IV di Napoli.
Nel 1760, in ossequio alla politica di vicinanza all'impero, suo padre lo inviò a Vienna affinché entrasse nelle schiere dell'esercito austriaco. Venne ammesso subito col grado di feldmaresciallo luogotenente in riconoscimento al suo titolo ed alle sue illustri parentele, per quanto non avesse esperienza in campo militare. Prese parte come osservatore alla battaglia di Torgau (3 novembre 1760) contro l'esercito prussiano, ma dopo quell'esperienza decise che la carriera militare non gli si addiceva, preferendo a questa la carriera ecclesiastica che certamente gli avrebbe consentito di far fronte alle sue precarie condizioni di salute ed ai frequenti disturbi reumatici dai quali era afflitto.

### La carriera ecclesiastica

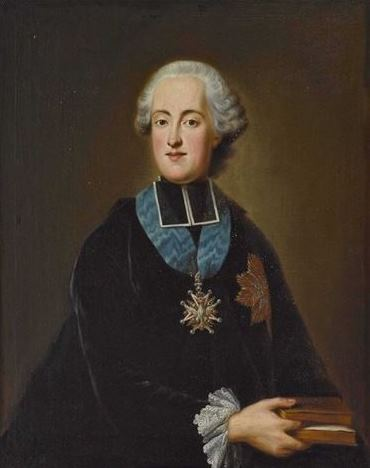
Clemente Venceslao in abito piano vescovile

Per questo motivo, pur senza ricevere la consacrazione sacerdotale come previsto dalle disposizioni del Concilio di Trento, nel 1763 gli vennero garantite le cattedre episcopali di Frisinga e Ratisbona, ma rinunciò ad entrambe diocesi per il più prestigioso arcivescovato di Treviri e per il vescovato di Augusta nel 1768. Il 21 settembre 1763, ricevette il suddiaconato e gli ordini minori dal vescovo ausiliare Franz Ignaz Albert von Werdenstein. Venne consacrato infine sacerdote il 1 maggio 1764 a Monaco di Baviera dal principe-vescovo di Augusta, Giuseppe Ignazio Filippo d'Assia-Darmstadt, ed in quello stesso giorno celebrò la sua prima messa nella chiesa dei gesuiti della città. Il 10 agosto 1766 fu ordinato vescovo dallo stesso Giuseppe Ignazio Filippo d'Assia-Darmstadt nella cattedrale di Frisinga. Nel 1773 fu padrino di battesimo del principe Klemens von Metternich, futuro cancelliere dell'Impero austriaco.

### Arcivescovo elettore a Treviri

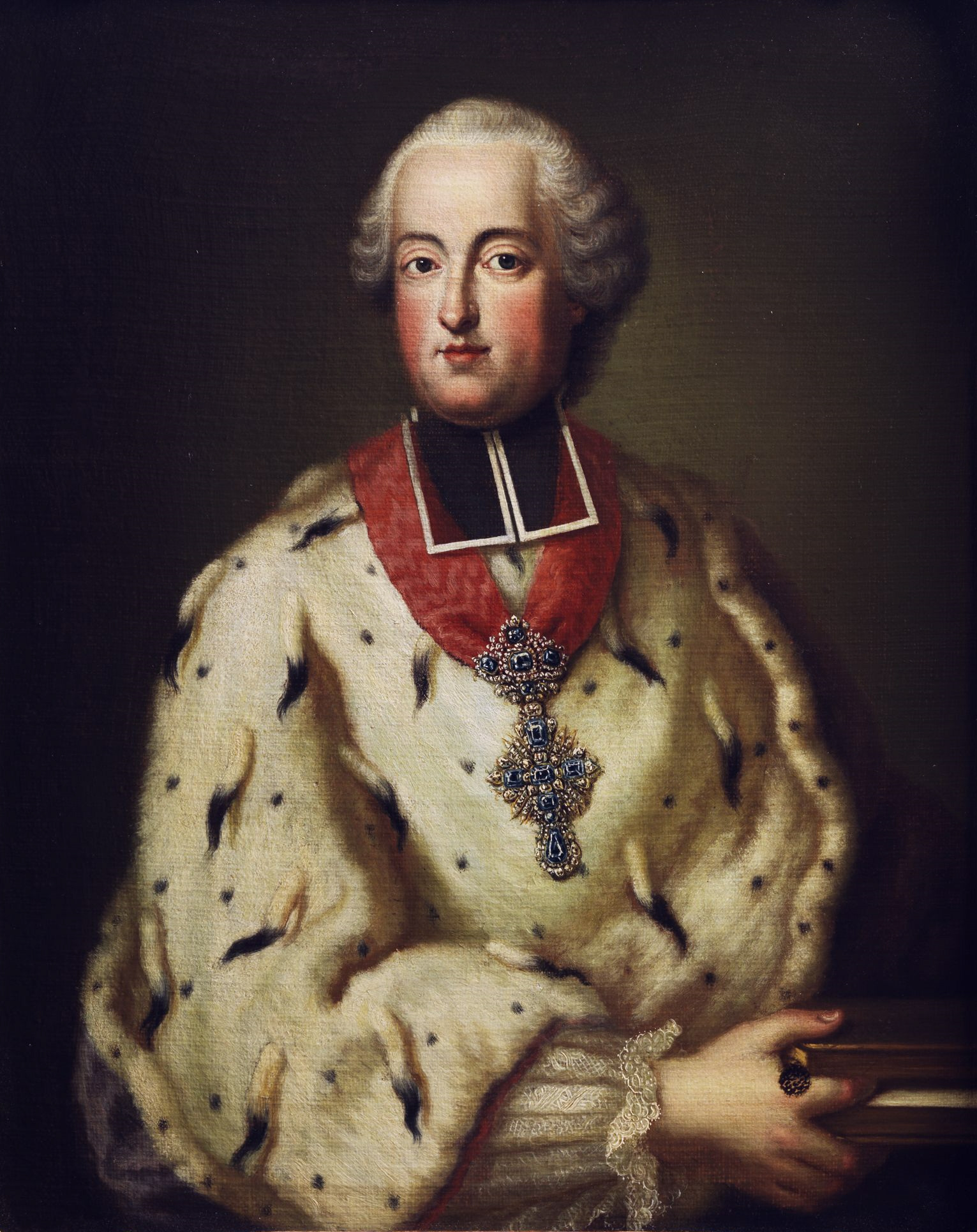
Clemente Venceslao di Sassonia

Il 21 febbraio 1768 assunse la carica di principe-elettore ed arcivescovo di Treviri, nonché quella di primate di Germania per antica consuetudine. Chiese per il suo ingresso nella nuova sede una celebrazione modesta, ma il capitolo della cattedrale lo accolse comunque con grande festa come si addiceva ad un principe, con suono di campane, colpi di cannone e la banda militare in testa al corteo, intronizzandolo il giorno successivo. Una settimana dopo si recò in nave a Coblenza, dove giunse nel pomeriggio del 28 febbraio 1768. Da lì proseguì alla volta della fortezza di Ehrenbreitstein, stabilendosi nel sottostante castello di Philippsburg che egli stesso contribuì a migliorare ed ampliare, tornando a Treviri solo tre altre volte nel corso della propria vita.

#### La corte

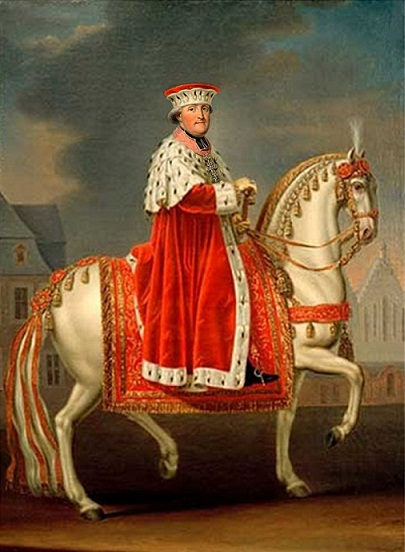
Clemente Venceslao di Sassonia al suo ingresso nella nuova arcidiocesi

Clemente Venceslao fu una persona di costumi miti che visse semplicemente a livello personale, non mancando ad ogni modo di preoccuparsi di mantenere l'alta dignità della sua carica: alla sua corte erano occupate in tutto 520 persone, tra le quali era compreso un team di medici che includeva il suo archiatra di corte, Johannes Gottlob Haupt († 1794), che conosceva sin dalla sua giovinezza in Sassonia. Pur consumando pasti parsimoniosi, a corte il consumo di vino era alto, e Clemente Venceslao compensava questo "peccato" raccogliendo quello avanzato per farne aceto. Pare inoltre che proprio l'elettore sia stato l'inventore del cosiddetto Kalte Ente, un punch composto essenzialmente da vino e spumante ed affinato con limone o melissa. Il principe-elettore si serviva di un proprio chef personale per la preparazione dei suoi piatti.
Le visite e i ricevimenti sontuosi erano rari. Tuttavia, in occasione dell'inaugurazione del nuovo castello di Coblenza il 23 novembre 1787, dopo una messa solenne nella Liebfrauenkirche, si dice che 600 persone abbiano assistito a un ballo in cui "cibo e bevande erano presenti in abbondanza". In quel giorno di festa, tuttavia, l'elettore concesse anche l'amnistia a 32 prigionieri e distribuì la somma di 2000 fiorini ai bisognosi di Coblenza e di Ehrenbreitstein.
Si occupò di rinvigorire anche le strutture del suo principato, facendo ricostruire il Castello di Philippsburg ad Ehrenbreitstein e trasformandolo in una magnifica residenza principesca. Fondò un teatro a Coblenza (il Theater Koblenz) che venne inaugurato il 23 novembre 1787, giorno dell'onomastico dell'elettore, con l'opera Il ratto nel serraglio di Mozart; incoraggiò altresì lo sviluppo della musica nell'arcidiocesi. Clemente Venceslao amava la caccia e stabilì una propria residenza estiva al Castello di Kärlich, anche se si oppose fervidamente ad alcuni metodi disumani di caccia che pure erano usati all'epoca.

#### Le riforme

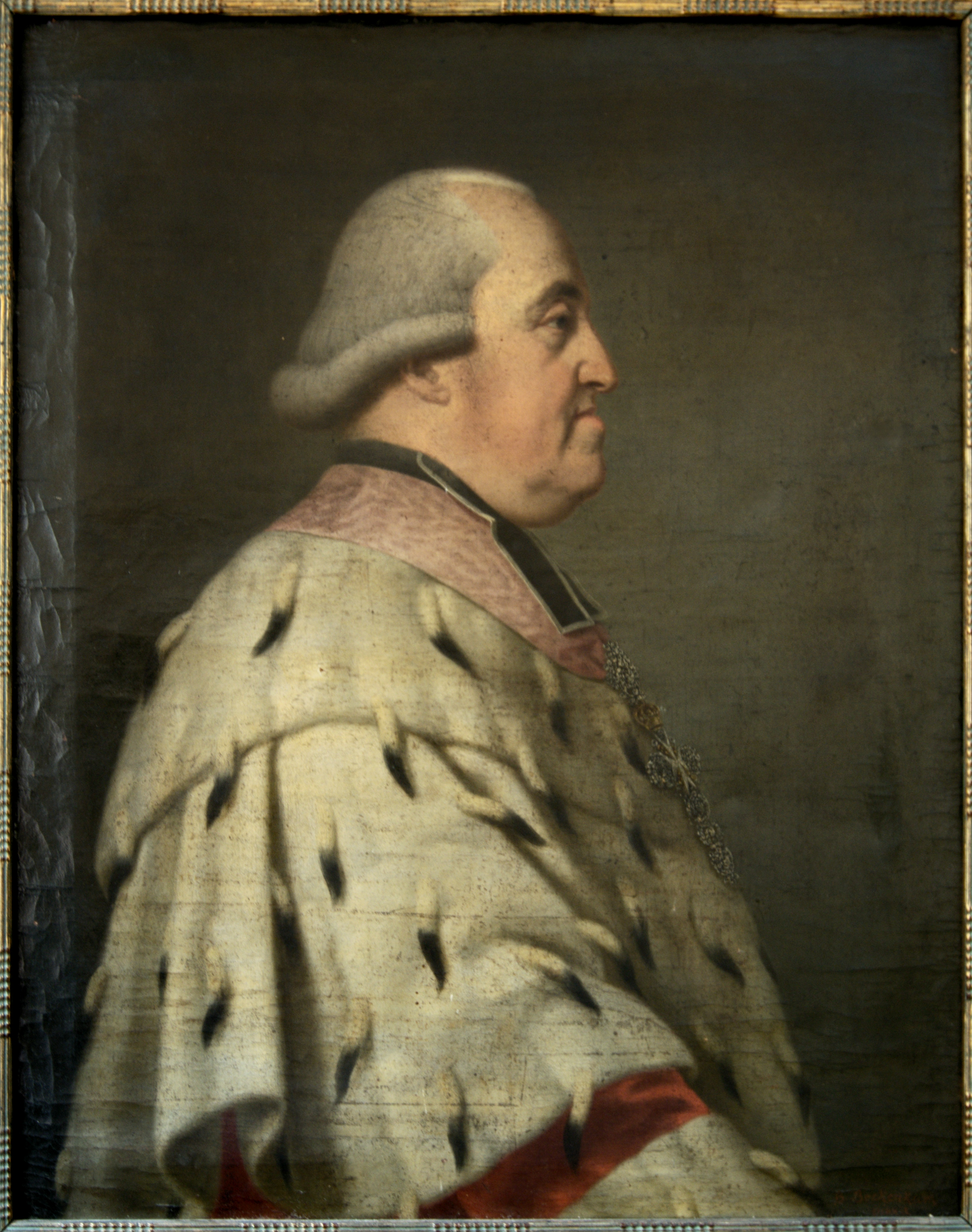
Clemente Venceslao di Sassonia nel 1790

Tutt'altro che contrario alle idee dell'Illuminismo, Clemente Venceslao si prodigò moltissimo per l'educazione pubblica, fondando numerose organizzazioni per l'educazione e la prosperità del suo popolo, rendendo obbligatoria l'istruzione elementare dal 1786; nel 1783 emise un editto di tolleranza verso le altre religioni, in particolare verso il protestantesimo. Ebbe una visione multiforme degli affari della propria diocesi. Permise ai gesuiti di rimanere a Treviri anche dopo l'abolizione della Compagnia, protestando contro le riforme radicali del cugino, l'imperatore Giuseppe II, che aveva bandito numerose processioni popolari bollandole come mero retaggio di antiche superstizioni e pratiche paganeggianti che spesso sfociavano in meri "piaceri mondani" e pertanto, con una legge apposita del 29 novembre 1784, proibì lo svolgimento a quelle che duravano più di un'ora. Sempre in materia di religione, protesse Johann Nikolaus von Hontheim e nell'agosto 1786 fu tra i firmatari della puntualizzazione di Ems nella quale venne ribadita l'indipendenza decisionale della chiesa tedesca del Sacro Romano Impero da quella di Roma, per quanto poi tale documento non sfociò in nulla di concreto. Nel 1787 ricevette anche la carica di principe-prevosto di Ellwangen.
Il 30 ottobre 1787 emanò un decreto sovrano per migliorare la qualità della viticoltura del principato, stabilendo che dopo sette anni le uve del vitigno renano (quelle più diffuse nell'area) andassero sostituite perché producevano un vino troppo acido, sostituendole invece con viti buone, ovvero del tipo Riesling. Questa disposizione fu attuata rigorosamente in tutto l'elettorato di Treviri, mentre venne seguita con meno solerzia nelle regioni di confine con altre aree come ad esempio la Francia o il Lussemburgo dove erano diffusi altri vitigni autoctoni.

### Gli ultimi anni e la Rivoluzione Francese

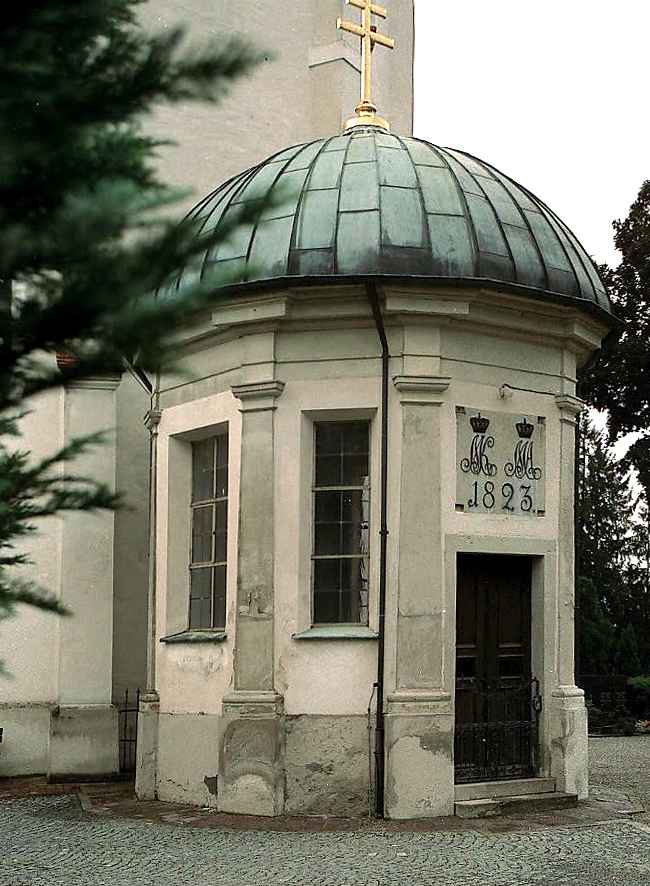
La cappella funeraria di Clemente Venceslao di Sassonia presso la chiesa di San Martino di Marktoberdorf im Allgäu.

Allo scoppio della Rivoluzione francese alla fine del XVIII secolo, Clemente Venceslao si preoccupò delle sorti della propria diocesi, bloccando immediatamente tutte le riforme in essere e tenendo un regime decisamente più duro, soprattutto nei confronti dei francesi rivoluzionari. Offrì asilo politico a tutti i membri della famiglia reale francese (re Luigi XVI era suo nipote), e permise a Coblenza di divenire uno dei centri tedeschi sostenitori del monarchismo francese. Dal 21 ottobre 1792, si ritirò nella sua residenza al castello di Kärlich, non lontano da Coblenza, dove il 10 agosto 1784 aveva ordinato sacerdote l'allora studente di teologia francese Franz Josef Pey, il quale morì poi martire il 3 settembre 1792, insieme ad altri 190 sacerdoti, durante i massacri di settembre a Parigi per mano dei rivoltosi. 
Fuggì successivamente a Bonn di fronte all'avanzata delle truppe francesi, prima che i rivoluzionari distruggessero il suo castello. Ripiegò quindi ad Augusta e poi ad Oberdorf, tornando brevemente a Coblenza nel 1793. Nel 1794 dovette lasciare di nuovo la città e fuggire in Sassonia con sua sorella Cunegonda, dopo che il generale Moreau aveva invaso la Germania meridionale raggiungendo i suoi domini nel 1796. Il 7 luglio 1801 tornò a Oberdorf. Clemente Venceslao uscì duramente colpito col suo principato dalla rivoluzione: col Trattato di Lunéville del 1801, perse tutte le terre dell'arcidiocesi ad ovest del fiume Reno, mantenendo solo una minima parte del territorio. Nel 1803 perse definitivamente tutti i propri territori di ragione secolare, il vescovato di Augusta e il Prevostato di Ellwangen, che vennero secolarizzati. Come indennizzo personale, ricevette una pensione di 100.000 gulden e si ritirò ad Augusta dove ancora era vescovo e dove morì nel 1812. Venne sepolto nella chiesa parrocchiale di san Martino presso Marktoberdorf im Allgäu in una tomba eretta nel 1823 col contributo di sua sorella e di sua nipote, la duchessa Maria Amalia di Sassonia (1757-1831). Il suo cuore venne invece sepolto nella cripta dell'ex chiesa del monastero di Sant'Ulrico e Afra, presso Augusta.

## Genealogia episcopale e successione apostolica
La genealogia episcopale è:
- Vescovo Johannes Wolfgang von Bodman
- Vescovo Marquard Rudolf von Rodt
- Vescovo Alessandro Sigismondo di Palatinato-Neuburg
- Vescovo Johann Jakob von Mayer
- Vescovo Giuseppe Ignazio Filippo d'Assia-Darmstadt
- Arcivescovo Clemente Venceslao di Sassonia

La successione apostolica è:
- Vescovo Adam Joseph Ernest Bernclau von Schönreith (1767)
- Vescovo Ernest Johann Nepomuk von Herberstein (1767)
- Vescovo Jean-Marie Cuchot d'Herbain (1778)
- Vescovo Johann Nepomuk August Ungelter von Deisenhausen (1779)
- Arcivescovo Massimiliano d'Asburgo-Lorena (1785)
- Vescovo Johann Michael Josef von Pidoll de Quitenbach (1794)
- Vescovo Franz Karl Joseph von Hohenlohe-Waldenburg-Schillingsfürst (1802)

## Stemma
| Immagine | Blasonatura                                                    |
| -------- | -------------------------------------------------------------- |
| \| \|    | Clemente Venceslao di Sassonia Principe-Arcivescovo di Treviri |
|          |                                                                |

## Antenati
|                                              |                      |                                           | Genitori                                |  |  | Nonni |  |  | Bisnonni                         |  |  | Trisnonni                       |  |
|                                              |                      |                                           |                                         |  |  |       |  |  | Giovanni Giorgio III di Sassonia |  |  | Giovanni Giorgio II di Sassonia |  |
|                                              |                      |                                           |                                         |  |  |       |  |  | Giovanni Giorgio III di Sassonia |  |  | Giovanni Giorgio II di Sassonia |  |
|                                              |                      | Maddalena Sibilla di Brandeburgo-Bayreuth |                                         |  |  |       |  |  | Giovanni Giorgio III di Sassonia |  |  |                                 |  |
| Augusto II di Polonia                        |                      |                                           |                                         |  |  |       |  |  | Giovanni Giorgio III di Sassonia |  |  |                                 |  |
|                                              |                      | Anna Sofia di Danimarca                   | Federico III di Danimarca               |  |  |       |  |  |                                  |  |  |                                 |  |
|                                              |                      | Anna Sofia di Danimarca                   | Federico III di Danimarca               |  |  |       |  |  |                                  |  |  |                                 |  |
|                                              |                      | Anna Sofia di Danimarca                   | Sofia Amelia di Brunswick e Lüneburg    |  |  |       |  |  |                                  |  |  |                                 |  |
| Augusto III di Polonia                       |                      | Anna Sofia di Danimarca                   |                                         |  |  |       |  |  |                                  |  |  |                                 |  |
|                                              |                      | Cristiano Ernesto di Brandeburgo-Bayreuth | Ermanno Augusto di Brandeburgo-Bayreuth |  |  |       |  |  |                                  |  |  |                                 |  |
|                                              |                      | Cristiano Ernesto di Brandeburgo-Bayreuth | Ermanno Augusto di Brandeburgo-Bayreuth |  |  |       |  |  |                                  |  |  |                                 |  |
|                                              |                      | Cristiano Ernesto di Brandeburgo-Bayreuth | Sofia di Brandeburgo-Ansbach            |  |  |       |  |  |                                  |  |  |                                 |  |
| Cristiana Eberardina di Brandeburgo-Bayreuth |                      | Cristiano Ernesto di Brandeburgo-Bayreuth |                                         |  |  |       |  |  |                                  |  |  |                                 |  |
|                                              |                      | Sofia Luisa di Württemberg                | Eberardo III di Württemberg             |  |  |       |  |  |                                  |  |  |                                 |  |
|                                              |                      | Sofia Luisa di Württemberg                | Eberardo III di Württemberg             |  |  |       |  |  |                                  |  |  |                                 |  |
|                                              |                      | Sofia Luisa di Württemberg                | Anna Caterina Dorotea di Salm-Kyrburg   |  |  |       |  |  |                                  |  |  |                                 |  |
| Clemente Venceslao di Sassonia               |                      | Sofia Luisa di Württemberg                |                                         |  |  |       |  |  |                                  |  |  |                                 |  |
|                                              | Leopoldo I d'Asburgo | Ferdinando III d'Asburgo                  |                                         |  |  |       |  |  |                                  |  |  |                                 |  |
|                                              | Leopoldo I d'Asburgo | Ferdinando III d'Asburgo                  |                                         |  |  |       |  |  |                                  |  |  |                                 |  |
|                                              | Leopoldo I d'Asburgo | Maria Anna di Spagna                      |                                         |  |  |       |  |  |                                  |  |  |                                 |  |
| Giuseppe I d'Asburgo                         | Leopoldo I d'Asburgo |                                           |                                         |  |  |       |  |  |                                  |  |  |                                 |  |
|                                              |                      | Eleonora del Palatinato-Neuburg           | Filippo Guglielmo del Palatinato        |  |  |       |  |  |                                  |  |  |                                 |  |
|                                              |                      | Eleonora del Palatinato-Neuburg           | Filippo Guglielmo del Palatinato        |  |  |       |  |  |                                  |  |  |                                 |  |
|                                              |                      | Eleonora del Palatinato-Neuburg           | Elisabetta Amalia d'Assia-Darmstadt     |  |  |       |  |  |                                  |  |  |                                 |  |
| Maria Giuseppa d'Austria                     |                      | Eleonora del Palatinato-Neuburg           |                                         |  |  |       |  |  |                                  |  |  |                                 |  |
|                                              |                      | Giovanni Federico di Brunswick-Lüneburg   | Giorgio di Brunswick-Lüneburg           |  |  |       |  |  |                                  |  |  |                                 |  |
|                                              |                      | Giovanni Federico di Brunswick-Lüneburg   | Giorgio di Brunswick-Lüneburg           |  |  |       |  |  |                                  |  |  |                                 |  |
|                                              |                      | Giovanni Federico di Brunswick-Lüneburg   | Anna Eleonora di Assia-Darmstadt        |  |  |       |  |  |                                  |  |  |                                 |  |
| Guglielmina Amalia di Brunswick-Lüneburg     |                      | Giovanni Federico di Brunswick-Lüneburg   |                                         |  |  |       |  |  |                                  |  |  |                                 |  |
|                                              |                      | Benedetta Enrichetta del Palatinato       | Edoardo del Palatinato-Simmern          |  |  |       |  |  |                                  |  |  |                                 |  |
|                                              |                      | Benedetta Enrichetta del Palatinato       | Edoardo del Palatinato-Simmern          |  |  |       |  |  |                                  |  |  |                                 |  |
|                                              |                      | Benedetta Enrichetta del Palatinato       | Anna Maria di Gonzaga-Nevers            |  |  |       |  |  |                                  |  |  |                                 |  |
|                                              |                      | Benedetta Enrichetta del Palatinato       |                                         |  |  |       |  |  |                                  |  |  |                                 |  |